# غردبيشة (دوراهان)
غردبيشة (بالفارسية: گردبیشه) هي قرية تقع في إيران في قسم درواهان الريفي. يقدر عدد سكانها بـ 31 نسمة بحسب إحصاء 2016.